# Sándor Varga
Sándor Varga (ukr. Шандор Варга; ur. 15 maja 1956 w obwodzie zakarpackim, Ukraińska SRR) – węgierski trener oraz znany agent piłkarski.

## Kariera trenerska
Rozpoczął naukę trenerską w Instytucie Kultury Fizycznej we Lwowie, a zakończył w Moskwie. Pracował do 1984 roku w Administracji Piłki Nożnej ZSRR, a potem w Węgierskim Związku Piłki Nożnej, pomagał trenować reprezentację Węgier i klub Ittihad FC z Arabii Saudyjskiej.
W 1996 roku otrzymał licencję agenta FIFA. Znany z wielu udanych transferów, m.in.: Jurij Kalitwincew do Trabzonsporu, Siarhiej Alejnikau do Juventusu, Andriej Kanczelskis do Manchester United F.C., Serhij Rebrow do Tottenham Hotspur F.C., Ołeh Łużny do Arsenalu, Christo Stoiczkow do An-Nassr.
Jest agentem wielu znanych piłkarzy, m.in.: Ołeksandr Szowkowski, Rusłan Rotań, Serhij Nazarenko, Andrij Rusoł, Branislav Krunić, Piotr Bystrow oraz trenerów: Ołeh Błochin, Ołeh Łużny, Serhij Rebrow, Andrij Husin.